# Нойд

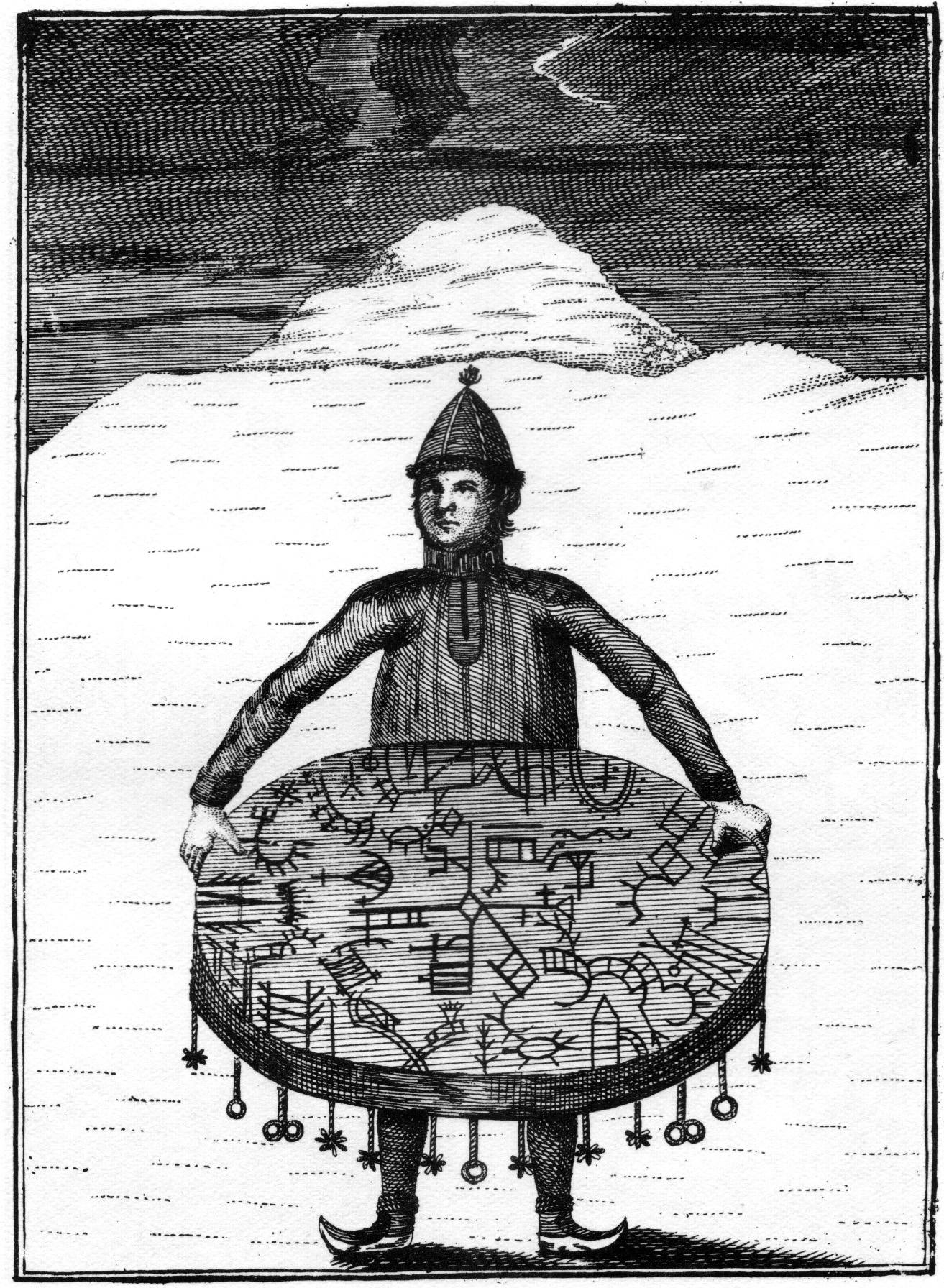
Саамский нойд с бубном, использующемся для предсказаний (meavrresgárri). Иллюстрация, напечатанная по рисункам Лем, Кнуд (1767)

Но́йд (но́йда, кебу́н) (северносаам. noaidi, луле-саам. noajdde, южносаам. nåejttie, колтта-саам. nåidd, йок.-саам. ныэййтӭ, кильд. саам. нуэййт, но̄ййт, пите-саам. nåjjde) — название шамана у народа саамов (лопарей), распространённого на территориях Норвегии, Швеции, Финляндии и севера России.
По одной версии саамских поверий, нойды считаются «хорошими» шаманами, которые помогают людям, в отличие от «плохих», гейду (ведьм), способных вредить людям.
По другой версии, как раз нойды могут наносить вред людям, а гейду — не могут. Их силы ограничиваются лишь «творением чудес».
Зарубежные саамы редко поминают нойд всуе, предпочитая термины guvlar (с сев.-саам. — «помощник») и buorideaddji (с сев.-саам. — «улучшатель»). В Норвегии по отношению к современным шаманам-целителям употребляют термин leseren (с норв. — «тот, кто может читать»).

## Интересные факты

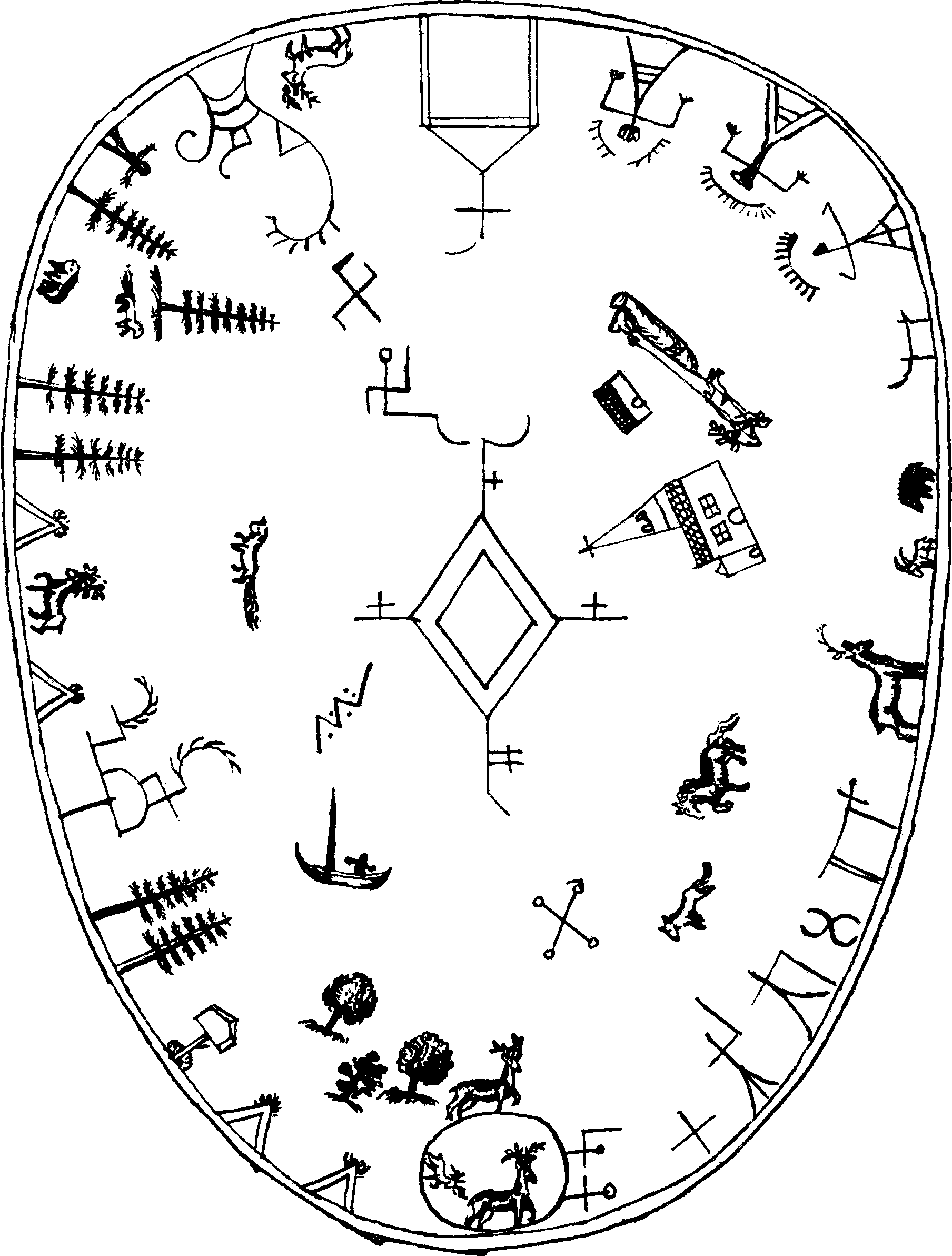
Рисунок с бубна нойда

- В Европе лопари издревле заработали репутацию сильных практиков волшебства и магии, которая сохранилась в пословицах почти всюду в Европе.
- Английская литература изобилует ссылками на лапландских ведьм — так же как и кельтские ведьмы, саамские занимались продажей ветров и бурь в завязанных узлами веревках.
- В самой Швеции ходили слухи, что во время Тридцатилетней войны 1618—1648 годов лапландские шаманы активно использовались для обеспечения побед шведской армии[3].
- Название саамского колдуна нашло отражение в гидронимике России (см. река Нойда в Мурманской области).